# 川北和典
川北 和典（かわきた かずのり、1970年11月18日 - ）は、東京都東久留米市出身の元プロ野球選手（内野手）。右投右打。

## 来歴・人物
國学院久我山高では3年夏の西東京大会で1学年下の佐伯秀喜らとベスト4、社会人野球のプリンスホテルに入団するが、2年で退社する。
実家の家業を手伝いながら横浜大洋ホエールズの入団テストに合格し、1991年のプロ野球ドラフト会議で8位指名を受け入団。
一軍出場のないまま、1993年限りで現役を引退。

## 詳細情報

### 年度別打撃成績
- 一軍公式戦出場なし

### 背番号
- 70 （1992年 - 1993年）